# Hermosilla
Hermosilla es una localidad española perteneciente desde 1980 al municipio burgalés de Oña del que dista once kilómetros. Partido judicial de Briviesca.

## Historia

### Descripción en el Diccionario Madoz
Así se describe a Hermosilla en el tomo IX del Diccionario geográfico-estadístico-histórico de España y sus posesiones de Ultramar, obra impulsada por Pascual Madoz a mediados del siglo XIX:

HERMOSILLA: villa con ayuntamiento en la provincia, diócesis, audiencia territorial y capitanía general de Burgos (8 leguas), partido judicial de Briviesca (2 ½); Situada sobre piedra en el declive de una ladera; la combaten los vientos del N y E; su clima es templado, y las enfermedades más comunes oftalmías y pulmonías. Tiene 60 casas, entre ellas la consistorial; escuela de primeras letras concurrida por 14 niños y 8 niñas, cuyo maestro está dotado con 30 fanegas de trigo; iglesia parroquial (Santa Cecilia), servida por un cura párroco; 3 ermitas dedicadas a Nuestra Señora del Amparo, Nuestra Señora del Rosario y San Roque, de las cuales la última se halla fuera de la población; cementerio en paraje ventilado; un bonito paseo plantado de chopos, y una fuente dentro de la villa y otra fuera, ambas de muy buenas aguas. Confina el término N Cornudilla; E Los Barrios de Bureba; S Salas, y O Poza. Entre el pueblo que se describe y el de Salas, se encuentra el despoblado de Berecilla, en el que sólo se conservan los restos de su antigua iglesia, habiéndose aplicado su territorio a dichos dos pueblos. El terreno es de buena calidad; comprende un monte muy poblado de carrascal de encina, y lo baña el río Oca o Besga, al cual se incorpora el de Santa Casilda a 100 pasos de la villa; en cada uno de ellos hay un puente, el uno de 3 arcos de madera sobre cepas de piedra. Los caminos conducen a los pueblos inmediatos y se hallan en mediano estado; y la correspondencia se recibe de Poza por peatón. Producciones: trigo álaga y blanco, cebada, maíz, centeno, habas, garbanzos, alubias, titos, vino chacolí, frutas de varias especies y yerba; ganado lanar churro, vacuno y yeguar; caza de liebres, conejos, perdices y codornices, y pesca de barbos, truchas, anguilas y nutrias. Industria: la agrícola, una fábrica de teja y ladrillo, y un molino harinero movido por las aguas del río Santa Casilda. Población: 36 vecinos, 136 almas. Capital productivo: 917.200 reales. Imponible: 83.595. Contribución: 2.963.
Diccionario geográfico-estadístico-histórico de España y sus posesiones de Ultramar

## Demografía
| Gráfica de evolución demográfica de Hermosilla entre 1842 y 1970 |
| |
| Población de derecho según los censos de población del INE Población de hecho según los censos de población del INEEntre el censo de 1981 y el anterior, este municipio desaparece porque se integra en el municipio Oña. |

## Término municipal de Oña y núcleos de población
| Núcleos | Habitantes (2000) | Habitantes (2010) | Mapa |
| --- | ----------------- | ----------------- | --- |
| Oña | 1088              | 851               | \| Oña Barcina Bentretea Castellanos Cereceda Cornudilla Hermosilla La Aldea La Molina La Parte Penches Pino de Bureba Tamayo Terminón Villanueva de los Montes Zangández \| Capital del municipio. Localidad pedánea. Despoblado. |
| Barcina de los Montes | 59                | 46                | \| Oña Barcina Bentretea Castellanos Cereceda Cornudilla Hermosilla La Aldea La Molina La Parte Penches Pino de Bureba Tamayo Terminón Villanueva de los Montes Zangández \| Capital del municipio. Localidad pedánea. Despoblado. |
| Bentretea | 12                | 5                 | \| Oña Barcina Bentretea Castellanos Cereceda Cornudilla Hermosilla La Aldea La Molina La Parte Penches Pino de Bureba Tamayo Terminón Villanueva de los Montes Zangández \| Capital del municipio. Localidad pedánea. Despoblado. |
| Castellanos de Bureba | 13                | 4                 | \| Oña Barcina Bentretea Castellanos Cereceda Cornudilla Hermosilla La Aldea La Molina La Parte Penches Pino de Bureba Tamayo Terminón Villanueva de los Montes Zangández \| Capital del municipio. Localidad pedánea. Despoblado. |
| Cereceda | 28                | 8                 | \| Oña Barcina Bentretea Castellanos Cereceda Cornudilla Hermosilla La Aldea La Molina La Parte Penches Pino de Bureba Tamayo Terminón Villanueva de los Montes Zangández \| Capital del municipio. Localidad pedánea. Despoblado. |
| Cornudilla | 104               | 74                | \| Oña Barcina Bentretea Castellanos Cereceda Cornudilla Hermosilla La Aldea La Molina La Parte Penches Pino de Bureba Tamayo Terminón Villanueva de los Montes Zangández \| Capital del municipio. Localidad pedánea. Despoblado. |
| Hermosilla | 32                | 23                | \| Oña Barcina Bentretea Castellanos Cereceda Cornudilla Hermosilla La Aldea La Molina La Parte Penches Pino de Bureba Tamayo Terminón Villanueva de los Montes Zangández \| Capital del municipio. Localidad pedánea. Despoblado. |
| La Aldea del Portillo de Busto | 0                 | 1                 | \| Oña Barcina Bentretea Castellanos Cereceda Cornudilla Hermosilla La Aldea La Molina La Parte Penches Pino de Bureba Tamayo Terminón Villanueva de los Montes Zangández \| Capital del municipio. Localidad pedánea. Despoblado. |
| La Molina del Portillo de Busto | 18                | 17                | \| Oña Barcina Bentretea Castellanos Cereceda Cornudilla Hermosilla La Aldea La Molina La Parte Penches Pino de Bureba Tamayo Terminón Villanueva de los Montes Zangández \| Capital del municipio. Localidad pedánea. Despoblado. |
| La Parte de Bureba | 142               | 100               | \| Oña Barcina Bentretea Castellanos Cereceda Cornudilla Hermosilla La Aldea La Molina La Parte Penches Pino de Bureba Tamayo Terminón Villanueva de los Montes Zangández \| Capital del municipio. Localidad pedánea. Despoblado. |
| Penches | 24                | 20                | \| Oña Barcina Bentretea Castellanos Cereceda Cornudilla Hermosilla La Aldea La Molina La Parte Penches Pino de Bureba Tamayo Terminón Villanueva de los Montes Zangández \| Capital del municipio. Localidad pedánea. Despoblado. |
| Pino de Bureba | 40                | 26                | \| Oña Barcina Bentretea Castellanos Cereceda Cornudilla Hermosilla La Aldea La Molina La Parte Penches Pino de Bureba Tamayo Terminón Villanueva de los Montes Zangández \| Capital del municipio. Localidad pedánea. Despoblado. |
| Tamayo | 3                 | 3                 | \| Oña Barcina Bentretea Castellanos Cereceda Cornudilla Hermosilla La Aldea La Molina La Parte Penches Pino de Bureba Tamayo Terminón Villanueva de los Montes Zangández \| Capital del municipio. Localidad pedánea. Despoblado. |
| Terminón | 29                | 23                | \| Oña Barcina Bentretea Castellanos Cereceda Cornudilla Hermosilla La Aldea La Molina La Parte Penches Pino de Bureba Tamayo Terminón Villanueva de los Montes Zangández \| Capital del municipio. Localidad pedánea. Despoblado. |
| Villanueva de los Montes | 13                | 12                | \| Oña Barcina Bentretea Castellanos Cereceda Cornudilla Hermosilla La Aldea La Molina La Parte Penches Pino de Bureba Tamayo Terminón Villanueva de los Montes Zangández \| Capital del municipio. Localidad pedánea. Despoblado. |
| Zangández | 18                | 14                | \| Oña Barcina Bentretea Castellanos Cereceda Cornudilla Hermosilla La Aldea La Molina La Parte Penches Pino de Bureba Tamayo Terminón Villanueva de los Montes Zangández \| Capital del municipio. Localidad pedánea. Despoblado. |
| Población total | 1620              | 1224              | \| Oña Barcina Bentretea Castellanos Cereceda Cornudilla Hermosilla La Aldea La Molina La Parte Penches Pino de Bureba Tamayo Terminón Villanueva de los Montes Zangández \| Capital del municipio. Localidad pedánea. Despoblado. |
| Oña Barcina Bentretea Castellanos Cereceda Cornudilla Hermosilla La Aldea La Molina La Parte Penches Pino de Bureba Tamayo Terminón Villanueva de los Montes Zangández |                   |                   | |

## Patrimonio
Sobre todo el caserío destaca la iglesia románica de Santa Cecilia que depende de la iglesia parroquial católica de San Pedro Apóstol de Los Barrios de Bureba, en el Arcipestrazgo de Oca-Tirón, diócesis de Burgos. Fue construida en el siglo XII.
Atraviesa la localidad el río Oca.

## Personas notables
- El sacerdote escolapio Dionisio Cueva González, (1924-2015), autor, entre otros, del libro, Hermosilla, su historia y sus gentes (2006). En 2007 recibió la Cruz de Alfonso X el Sabio otorgada por el Ministerio de Educación y Ciencia.